# By-Sexual
By-Sexual (stilizat BY-SEXUAL) a fost o trupă japoneză de visual kei punk formată în anul 1988. Trupa, originară din Osaka, a activat între anii 1988 și 1995. După plecarea vocalistului Sho în 1995, trupa a luat o pauză. În august 1996, membrii rămași au reînființat trupa sub denumirea By-Sex (stilizată BY-SEX). În februarie 1998, Nao a părăsit trupa și By-Sex s-a desființat. Pe 3 septembrie 2011, By-Sexual s-a reunit pentru un concert caritabil în urma cutremurului din Tōhoku din 2011.

## Membri
- Ryoji - Voce, Chitară
- Hiroyuki - Chitară bas
- Sakura - baterie

## Foști membri
- Sho - Voce
- Nao - baterie